# Tama-Kanal
Der Tama-Kanal (jap. 多摩運河 Tama unga) ist eine künstliche Wasserstraße in der japanischen Stadt Kawasaki (Präfektur Kanagawa). Der Name des Kanals leitet sich vom Fluss Tama ab, in den er mündet. Daneben ist der Kanal unter dem Namen "Ankerstelle Tama-Kanal" (多摩運河泊地, Tama unga hakuchi) 
bekannt.

## Geographie
Er liegt im zum Keihin-Industriegürtel gehörigen Südteil des Stadtbezirks Kawasaki, in den Vierteln Ukishima und Oshima. Der Chidori-Kanal und der Daishi-Kanal befinden sich am südwestlichen, der Fluss Tama am nordöstlichen Ende des Kanals. 

## Technische Daten
- Anfangspunkt: am Zusammenfluss des Chidori-, Daishi- und Suehiro-Kanals.
- Endpunkt: bei der Mündung des Flusses Tama
- Länge: 880 m
- Breite: 100 m
- Tiefe: 2 m

Koordinaten: 35° 32′ 0″ N, 139° 45′ 49″ O